# نقل الدماء الفتية
يشير نقل الدماء الفتية إلى نقل الدم بشكل خاص من شاب إلى شخص كبير السن بقصد تحقيق الفائدة الصحية. ينظر المجتمع العلمي حاليًا إلى هذه الممارسة على أنها علم زائف. هناك أيضًا مخاوف من أنها قد تسبب الأذى. وفي عام 2019 حذرت إدارة الغذاء والدواء (الولايات المتحدة) «المستهلكين من تلقي البلازما من المانحين الشباب» مشيرةً إلى أن هذه الطريقة في العلاج «لم تُثبت فعاليتها لحد الآن».

## الأبحاث
تشير التجارب التي أُجريت في جامعة ستانفورد على أزواج من القوارض الصغيرة والكبيرة في السن إلى أن دماء الفئران الصغيرة تنشّط الدورة الدموية لدى الفئران الأكبر سنًا. لكن من الصعب تعميم نتائج هذه التجارب، إذ إن جهاز الدوران عند الفئران مرتبط مع بعضه بشكل متكامل وليس من الواضح ما إذا كانت الفوائد تأتي من مشاركة الدم أم لأسبابٍ أخرى. ووجدت دراسة أخرى أُجريت في جامعة كاليفورنيا في بيركلي أن نقل الدم من الفئران الأكبر سنًا كان مؤذيًا للفئران الأصغر، في حين أن الفئران الأكبر سنًا لم تستفد من دم الفئران الأصغر أبدًا.
وجد الباحثون في هذه التجارب أن بعض الفئران ماتت بسرعة (11 من أصل 69 في تجربة واحدة) لأسبابٍ لم يستطع العلماء تفسيرها، لكنهم وصفوها بأنها شكل من أشكال رفض الدم. قالت إيمي وغرز، وهي باحثة مشاركة في تأليف العديد من الدراسات حول نقل الدم، إن أبحاثها لا توفر أساسًا علميًا لبعض التجارب البشرية الموجودة.
أفادت الدراسات المتعلقة بعمر المتبرع بأن الدم من المتبرعين تحت سن 20 عامًا، مقارنةً بالمتبرعين الذين تتراوح أعمارهم بين 20-60 عامًا، أدى إلى ارتفاع خطر الوفاة بشكل خفيف لدى المتلقين. كانت الأبحاث في نتائج عمليات نقل الدم معقدة نتيجة عدم وجود توصيف دقيق لمنتجات نقل الدم التي استُخدمت في التجارب السريرية. ركزت الدراسات على كيفية تأثير طرق التخزين ومدته على الدم، لا على الاختلافات بين أنواع الدم نفسه.

## التنمية التجارية
حذرت إدارة الغذاء والدواء (الولايات المتحدة) في فبراير من عام 2019، من الشركات التي تقدم عمليات نقل الدماء الفتية، قائلةً: «نحن قلقون من وقوع بعض المرضى ضحية أفعال الجهات عديمة الضمير التي تروّج لعلاجات البلازما من المتبرعين الشباب كعلاجات شافية. لم تثبت هذه العلاجات سريريًا أيًا من الفوائد التي تعلن عنها العيادات المروّجة لها والتي من المحتمل أن تكون ضارة. هناك تقارير عن جهات تفرض آلاف الدولارات على عمليات نقل الدم غير المثبتة علميًا والتي لا تستند إلى أدلة وبراهين كافية. يمكن أن يؤدي الترويج إلى مثل هذه العمليات إلى تثبيط المرضى الذين يعانون من أمراض خطيرة أو مستعصية ومنعهم من تلقي العلاجات الآمنة والفعُالة المتاحة لهم».

### أمبروسيا
تبيع إحدى الشركات الناشئة، أمبروسيا، «عمليات نقل الدماء الفتية» مقابل 8000 دولار منذ عام 2016 تحت ستار إجراء التجارب السريرية، لمعرفة ما إذا كانت عمليات النقل هذه تؤدي إلى تغيرات في دم المتلقين أم لا. أُنشئت الشركة من قبل جيسي كارمازين، وهو خريج من كلية الطب لكنه لا يحمل ترخيصًا لمزاولة المهنة، أما ديفيد رايت فهو الطبيب المشرف على التجارب السريرية. وأثناء ممارسته، كان مسؤولًا عن العلاجات الوريدية للفيتامينات والمضادات الحيوية واستخدامها في الطب البديل وقد ضُبطَ من قبل مجلس كاليفورنيا الطبي في عام 2015. اقترح جوناثان كيميلمان، عالم الأخلاقيات الحيوية من جامعة ماكجيل، أن أمبروسيا تطبق ممارساتها كتجارب لأنها لن تتمكن من الحصول على موافقة إدارة الغذاء والدواء لتطبيق هذه العلاجات بطريقة قانونية.
أعلنت أمبروسيا في 19 فبراير من عام 2019، أنها توقفت عن إجراء الاختبارات على هذا العلاج، استجابةً لمخاوف إدارة الغذاء والدواء.